# Усабаш
Усабаш (баш. Уҫыбаш) — деревня в Благовещенском районе Республики Башкортостан Российской Федерации. Входит в состав Октябрьского сельсовета.

## География

### Географическое положение
Расстояние до:
- районного центра (Благовещенск): 81 км,
- центра сельсовета (Осиповка): 4 км,
- ближайшей ж/д станции (Загородная): 81 км.

## История
Деревня была основана ясачными черемисами при реке Усе, на вотчинных землях башкир Ельдякской волости. Первые упоминания об этой деревне относятся к 1758 году, а в 1763 году был оформлен договор о припуске. До 1865 года жители деревни имели статус  припущенников военного звания, последняя ревизия зафиксировала 21 душу мужского пола. В 1870 году в 9 дворах проживали 50 человек. Крестьян деревни Усыбаш досталось 277 десятин надельной земли. Деревня входила в состав Байтуровского сельского общества общества ( деревня Байтурово находится на территории Мишкинского района). В 1895 году насчитывалось 12 дворов  и 109 человек, была отмечена водяная мукомольная  мельница. 
К 1913 году в деревне насчитывалось 28 крестьянских хозяйств и 187 крестьян. Вся надельная земля продолжала оставаться в общинной собственности. Перепись 1917 года зафиксировала в деревне 34 домохозяйства и 228 человек - 204 марийца и 24 русских. С советских времен деревня относится к Октябрьскому сельсовету. Во время коллективизации в деревне был образован колхоз "Уса-Мари", просуществовавший до начала 1950-х. В 1950-е годы деревня входила в колхоз имени Жданова, в 1957 году вошла в состав совхоза "Полянский", а в 1981 году - в совхоз "Осиповский". 

## Население
| 2002 | 2009 | 2010 |
| ---- | ---- | ---- |
| 116  | ↘114 | ↘93  |

Согласно переписи 2002 года, преобладающая национальность — марийцы (96 %).
Динамика населения: в 1939 году насчитывалось 217 человек, в 1959 - 243, в 1989 - 188, в 2010-93.